# 圣樊尚斯泰尔朗日
圣樊尚斯泰尔朗日（法語：Saint-Vincent-Sterlanges，法語發音：[sɛ̃ vɛ̃sɑ̃ stɛʁlɑ̃ʒ]）是法国卢瓦尔河地区大区旺代省的一个市镇，属于永河畔拉罗什区。

## 地理
圣樊尚斯泰尔朗日（46°44'28"N, 1°5'15"W）面积4.46 平方千米，位于法国卢瓦尔河地区大区旺代省，该省份为法国西部沿海省份，北起大西洋卢瓦尔省和曼恩-卢瓦尔省，西临大西洋，南至滨海夏朗德省，东部及东南部与德塞夫勒省接壤。
与圣樊尚斯泰尔朗日接壤的市镇（或旧市镇、城区）包括：穆尚、圣塞西尔、圣日耳曼德普兰赛。

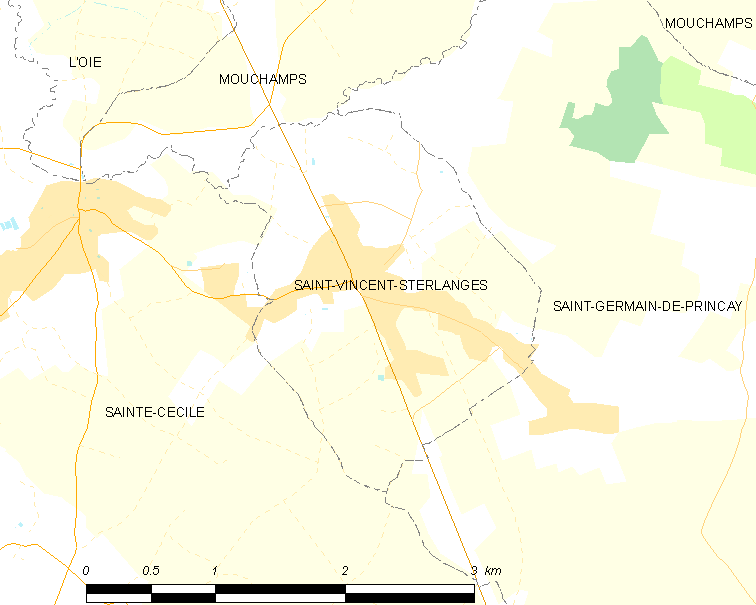
圣樊尚斯泰尔朗日的OSM定位图

圣樊尚斯泰尔朗日的时区为UTC+01:00、UTC+02:00（夏令时）。

## 行政
圣樊尚斯泰尔朗日的邮政编码为85110，INSEE市镇编码为85276。

## 政治
圣樊尚斯泰尔朗日所属的省级选区为尚托奈县。

## 人口

1962-2008年间圣樊尚斯泰尔朗日人口变化图示

圣樊尚斯泰尔朗日于2022年1月1日时的人口数量为753人。